# Shannonomyia (Shannonomyia) olssoni
Shannonomyia (Shannonomyia) olssoni is een tweevleugelige uit de familie steltmuggen (Limoniidae). De soort komt voor in het Neotropisch gebied.